# Catonephele beccarii
Catonephele beccarii is een vlinder uit de familie Nymphalidae. De wetenschappelijke naam van de soort is voor het eerst geldig gepubliceerd in 1934 door Ruggero Verity.